# Віра

Віра, істина, знання у вигляді кіл Ейлера

Ві́ра — психічний (ментальний) стан впевненості в істинності будь-чого, який виникає як наслідок пізнавальної діяльності суб'єкта; хоча деякі схильні трактувати віру як ефективний метод пізнання, що неодноразово критикувалося.
Віра виникає як сприйняття людиною чого-небудь (тверджень, свідчень, фактів тощо) як істинних, правдивих, іноді без попередньої перевірки на основі тільки внутрішнього, суб'єктивного переконання, що сприйняте на віру не потребує більше ніяких доказів.
Похідним словом є довіра — відкриті, позитивні взаємовідносини між людьми, що сприяють сприйманню слів, зобов'язань, обіцянок тощо «на віру». Особливим різновидом віри є релігійна віра. Слово віра іноді вживається як синонім слова релігія у фразах на зразок «ця людина іншої віри». Релігійна віра, в свою чергу, є видом віри в положення певної ідеології, що можна описати терміном соціальна віра, наприклад, «віра в ідеали комунізму», «віра в світле майбутнє». Ще одним значенням слова є міцна впевненість у здійсненні сподівань, як наприклад «віра в перемогу».

## Сутність терміна
Відомості про віру в людському суспільстві існують у вигляді тих чи інших віровчень (релігій, світоглядів, ідеологій, концепцій)[джерело?]. З позицій теорій, які ототожнюють буття (суще) та істину, віра — це один із способів засвідчення буття, а отже істини[джерело?]. Віра в багатьох випадках протиставляється знанню, яке базується на всебічному вивченні та поясненні проявів буття[джерело?].
Віра — у широкому сенсі це або визнання істинності чогось на підставі свідчення іншого, або мислення чогось як можливо істинного[джерело?]. У вужчому сенсі, однак, віра — це сильна інтелектуальна згода, позбавлена страху помилки, із чимось на підставі свідчення іншої особи, чий авторитет людина визнає, оскільки вона бачить, що ця особа варта довіри[джерело?]. Оскільки така згода інтелекту позбавлена підґрунтя власних доказів істинності, тому вимагається втручання волі, щоб присилувати розум до згоди[джерело?]. Таке втручання волі не є, однак, довільним, але спирається на знання про компетентність свідка чи того, що свідок є вартим довіри[джерело?].

## Віра як поняття

### Філософські погляди
У філософії вивчення поняття віри входить до проблематики епістемології. Зокрема, досліджується відношення понять знання, істина та віра, де знання визначається як «обґрунтоване істинне переконання / підтверджена істинна віра». Поняття віра займає значне місце в філософії прагматизму.
Філософський словник Шинкарука при визначенні віри акцентує її соціальний аспект: означаючи її як «форму і спосіб сприйняття соціальної інформації, норм, цінностей і ідеалів суспільного життя, коли вони не будучи даними власним практичним чи пізнавальним досвідом, приймаються як очевидні факти чи характеристики об'єктивної дійсності, сущого і належного, засіб освоєння досвіду попередніх поколінь, сприйняття сподівань, очікувань та надій щодо майбутнього». Таке означення оминає значення віри в істинність чи хибність того чи іншого твердження, а саме така віра в першу чергу цікавить західну епістемологію, яка намагається збагнути за яких умов істинна віра стає знанням[джерело?].
Епістемологія зосереджена в основному на твердженнях, утоворених за зразком «віра, що» — «віра, що лід легший від води», «що Земля плоска та стоїть на чотирьох слонах»[джерело?]. Така віра може відповідати істині, а може бути хибною. Епістемологічні дослідження намагаються відшукати умови, за якими можна було б відрізнити віру в істинне твердження від віри в хибне[джерело?], а також зрозуміти чим віра в істинне твердження відрізняється від знання, оскільки віра в істинне твердження може виникнути випадково, на основі хибних уявлень[джерело?].

### Релігійні погляди
Релігійна віра має в якості своєї особливості віру в реальність і самостійне існування надприродного. Предмет віри релігійного індивіда об'єктивується: людина переконана в тому, що об'єктом її віри є не думка або поняття про божество, а саме божество — надприродне як реально існуюче. На практиці це є віра у святих, пророків, вчителів, священнослужителів, у можливість спілкування з духами, істинність догматів і релігійних текстів[джерело?]. У богословському розумінні релігійна віра виступає як вище виявлення людської свідомості, найвища цінність. Релігія може перебачати віру в багатьох богів — політеїзм (наприклад, синто), або в одного — монотеїзм (наприклад, християнство)[джерело?].
Таке означення не відповідає тлумаченням слова віри в Торі, в Корані[джерело?]. Не може бути узагальнено цим визначенням[джерело?].
З точки зору трактування Біблії віра — це обґрунтоване сподівання того, на що надіються, чіткий вияв того, що реальне, хоча й невидиме (Євреїв 11:1). На відміну від загальновизнаного погляду, Біблія говорить, що віра полягає не у фанатичному сприйнятті фантастичних явищ, а в міцному переконанні у реальних фактах. Це значить бути певним у тому, на що сподіваєшся, знати, що щось є дійсне, навіть якщо ми не можемо бачити його. Правдива віра — це не легковірність, тобто готовність повірити в щось без переконливих доказів або тільки тому, що хочеться в те вірити. Справжня віра вимагає ґрунтовних знань, знайомства з доказами, а також щиросердого цінування того, на що вказують ті докази.

### Віра як патологія
Американська психологічна асоціація прийшла до висновку, що екзальтована віра є патологією (хворобою). Це є важливим для розуміння крім віри і знання про Бога, а також знання Самого Бога. Екзальтована та фанатична віра є причиною терористичних актів з політичною метою під прикриттям релігії.
Окремі, як правило нестійкі політичні режими активно пропагують та експлуатують віру у «світле завтра» як складову системи підкорення населення країни або окремих соціальних груп.